# De meester en Margarita (film uit 1972)
De meester en Margarita (Italiaans: Il Maestro e Margherita, Servisch: Мајстор и Маргарита, Engels: The Master and Margaret) is een Italiaans/Joegoslavische film geregisseerd door Aleksandar Petrović (1929-1994), gebaseerd op de gelijknamige roman van Michail Boelgakov.

## Verhaal
In de roman De meester en Margarita van de Russische auteur Michail Boelgakov, waarop de film gebaseerd is, zijn drie verhaallijnen onderling verweven: een satirische verhaallijn waarin Satan, hier Woland genoemd, naar het Moskou van de jaren 30 van de 20ste eeuw komt om op hilarische wijze af te rekenen met de corrupte arrivisten, bureaucraten en profiteurs uit de Stalinistische periode, een tweede die de innerlijke strijd beschrijft die Pontius Pilatus voert vóór, tijdens en na de veroordeling en terechtstelling van Jesjoea Ha Notsri (Jezus van Nazareth), en een derde die het verhaal vertelt van de liefde tussen de meester, een naamloze schrijver in het Moskou van de jaren 30 en zijn geliefde Margarita, die tot het uiterste gaat om haar meester te redden. De meester heeft een roman geschreven over Pontius Pilatus, en wordt door de autoriteiten hard aangepakt omdat dat een onderwerp is dat in de officieel atheïstische Sovjet-Unie taboe was.
De film wordt voorgesteld als een bewerking van de roman. Hij wijkt er echter sterk van af, zowel wat betreft de verhaallijnen als de personages. Hij is vooral toegespitst op de tweede verhaallijn: de strijd die de meester levert met de autoriteiten om zijn werk als auteur te kunnen verderzetten. De twee andere verhaallijnen komen niet of nauwelijks aan bod. Veel critici zien deze film daarom niet zozeer als een verfilming van het werk van Boelgakov, maar eerder als een synthese van de kritiek van Petrović op het regime in Joegoslavië.

#### Verschillen in de verhaallijnen
SitueringDe roman begint "op een bloedhete lentedag", terwijl de film zich afspeelt in de besneeuwde straten van Moskou.
Het bijbels verhaalHet verhaal over Pontius Pilatus komt in de film van Petrović slechts in de marge voor, en de personages Pontius Pilatus en Jesjoea Ha Notsri (Jezus van Nazareth), die in de roman een sleutelrol spelen komen in de film slechts een paar minuten in beeld.

#### Verschillen in de personages
De meesterHet personage van de meester is in de roman van Boelgakov een onbeduidende auteur, die van de autoriteiten geen toestemming krijgt om zijn eerste roman, een verhaal over Pontius Pilatus, te publiceren. In de film van Petrović wordt de meester geportretteerd als een bekende en succesvolle theaterauteur.
In De meester en Margarita van Boelgakov heeft de meester geen naam. Een van de sleutelzinnen die hij uitspreekt in de roman is: "Ik heb geen naam meer. Ik heb mijn naam afgezworen. Laten we er niet meer aan denken". In de film van Petrović heeft de meester wel degelijk een naam: hij heet Nikolaj Afanasjevitsj Maksoedov. Afanasjevitsj is het patroniem van Michail Boelkakov, en Maksoedov is het hoofdpersonage uit zijn Theatrale roman.
MargaritaIn de roman is Margarita een ondernemende, passionele en zelfs onbesuisde "zwartharige vrouw met natuurlijke krullen", terwijl ze in de film door actrice Mimsy Farmer wordt vertolkt als een bleke en onderdanige vrouw met sluik geblondeerd haar.
Ivan BezdomnyHet personage van de dichter Ivan Bezdomny, die in de roman een belangrijke rol speelt, komt in de film van Petrović niet voor. Sommige van de acties waarbij hij in de roman betrokken is, worden in de film door andere personages uitgevoerd.
Andere personagesAndere personages uit de roman komen wel in de film voor, maar spelen een andere rol dan in het boek: de bestuurster van de tram die Berlioz onthoofd is in de roman een jonge komsomolskaja, maar in de film is dat Annoesjka. In de roman krijgt de buffetbediende Sokov te horen krijgt dat hij binnen vijf maanden aan leverkanker gaat sterven, in de film is dat de criticus Lavrovitsj. In de roman is de ceremoniemeester van het theater George Bengalski, in de film is het theaterdirecteur Rimski zelf die die rol op zich neemt, en in de roman krijgt de hoge ambtenaar Arkadi Semplejarov klappen van zijn vrouw, maar in de film is dat de criticus Ariman.

#### Ontbrekende sleutelscènes
De meeste grote sleutelscènes uit De meester en Margarita, die de roman bekendgemaakt hebben en er onlosmakelijk mee verbonden zijn, komen in de film niet voor:
- De discussie over het bestaan van Jezus tussen Michail Berlioz, de voorzitter van de Schrijversbond Massolit en de jonge dichter Ivan Bezdomny aan de Patriarchvijver in Moskou;
- De verandering van Margarita in een heks, haar vlucht op de bezem over Moskou, de vernieling van het appartement van de criticus Latoenski, en de heksensabbat;
- Het Grote Bal van Satan en de daaropvolgende hereniging tussen de meester en Margarita;
- De show van Woland en zijn gevolg in het Variététheater, die in de roman een heel hoofdstuk in beslag neemt, en waarvan de gevolgen nog vele hoofdstukken lang uitdeinen, komt in de film slechts kort aan bod.

## Twee versies
Regisseur Aleksandar Petrović was in 1972 een Joegoslaaf, en hij heeft deze film oorspronkelijk in het Servisch gemaakt. De Servische versie is twee minuten langer dan de Italiaanse versie.
Het grote verschil met de meer bekende Italiaanse versie is niet alleen de taal, maar ook het feit dat in de Servische versie geen muziek van Ennio Morricone te horen is. In de plaats daarvan gebruikte Petrović liedjes van de Servische accordeonist Tomislav (Toša) Elezović, de Russische crooner Pjotr Lesjtsjenko, de Russische bard Boelat Okoedzjava, en twee andere Russische artiesten die niet nader genoemd worden in de aftiteling.

## Soundtrack

### Italiaanse versie
1. The Master and Margarita/1st Variation - 3:56
2. The Master and Margarita/2nd Variation - 4:24
3. The Master and Margarita/3rd Variation - 3:03
4. The Master and Margarita/4th Variation - 4:18
5. Prelude - 3:29
6. Remote Past - 7:10
7. 1st Interlude - 2:20
8. Sighs and Gasps - 6:58
9. 2nd Interlude - 1:59
10. Stay Here - 5:39
11. 3rd Interlude - 3:02
12. Second Invasion - 2:34
13. Postlude - 3:20
14. Insanity and Death - 7:59
15. Remnants - 6:09

Totale tijd: 64 min. Alle tracks gecomponeerd door Ennio Morricone

### Servische versie
1. Toša Elezović - Rjabinoesjka - 4:26
2. Uitvoerder onbekend - Blagoslovi Vladiko - 4:01
3. Uitvoerder onbekend - Moezjtsjiny stradajoesjtsjije - 4:33
4. Pjotr Lesjtsjenko - Roeskij tango - 3:20
5. Boelat Okoedzjava - Tsjornaja Kosjka - 1:18

Totale tijd: 17 minuten

## Prijzen
- 1972: Zilveren Hugo op het Internationaal filmfestival van Chicago, Verenigde Staten
- 1972: Drie Gouden Arena's op het filmfestival van Pula, Kroatië: Beste Film, Beste Regisseur (Aleksandar Petrović), Beste Acteur (Bata Živojinović in de rol van Korovjev)
- 1973: Joegoslavische inzending voor de 45ste Oscaruitreiking, niet genomineerd.

## Andere filmbewerkingen van De meester en Margarita
- Charlotte Waligòra - Le maître et Marguerite - 2017 (speelfilm)
- Giovanni Brancale - Il Maestro e Margherita - 2008 (speelfilm)
- Vladimir Bortko - Master i Margarita - 2005 (tv-reeks)
- Ibolya Fekete - A Mester és Margarita - 2005 (speelfilm)
- Sergej Desnitskij - Master i Margarita - 1996 (tv-film)
- Joerij Kara - Master i Margarita - 1994 (speelfilm)
- Paul Bryers - Incident in Judaea - 1992 (tv-film)
- Oldřich Daněk - Pilát Pontský, onoho dne - 1991 (tv-film)
- Andras Szirtes - Forradalom Után - 1990 (speelfilm)
- Aleksandr Dzekoen - Master i Margarita - 1989 (tv-reeks)
- Maciej Wojtyszko - Mistrz i Małgorzata - 1988 (tv-reeks)
- Vladimir Vasiljev en Boris Jermolajev - Fuete - 1986 (speelfilm)
- Andrzej Wajda - Pilatus und andere - 1972 (tv-film)
- Seppo Wallin - Pilatus - 1970 (tv-film)

Verwacht
- Logos Film Company - The Master and Margarita - 2018  (speelfilm)
- Katariina Lillqvist - Mistr a Markétka - 2013 (animatiefilm)
- Nikolai Lebjedev  - Master i Margarita - 2019 (speelfilm)